# Didelta maculatum
Didelta maculatum är en rundmaskart som beskrevs av Nathan Augustus Cobb 1920. Didelta maculatum ingår i släktet Didelta och familjen Linhomoeidae. Inga underarter finns listade i Catalogue of Life.